# Primula kweichouensis
Primula kweichouensis är en viveväxtart. Primula kweichouensis ingår i släktet vivor, och familjen viveväxter.

## Underarter
Arten delas in i följande underarter:
- P. k. kweichouensis
- P. k. venulosa
- P. k. guangxiensis